# Newton Phillips Steacy
Pour les articles homonymes, voir Steacy.
Newton Phillips Steacy (30 octobre 1896-7 juillet 1969) est un homme politique canadien de la Colombie-Britannique. Il est député provincial créditiste de Vancouver de 1956 à 1960.
Steacy est ministre dans le cabinet de du premier ministre W. A. C. Bennett au poste de ministre de l'Agriculture de septembre 1957 à novembre 1960.

## Biographie
Né à Vancouver, Steacy est gestionnaire local de la compagnie laitière Borden Co. Ltd. (en).
Après avoir quitté la vie politique, Steacy travaille comme commissaire pour le tourisme et le commerce pour la Colombie-Britannique à San Francisco à partir de 1961. Il meurt sur place à l'âge de 72 ans.